# Parque Multiparque
Desde 1986, Multiparque ha mantenido su posición como un referente en entretenimiento integral para las familias en Bogotá. Con una extensión de cien mil metros cuadrados, este parque se ha convertido en un lugar excepcionalmente preferido por aquellos que buscan una experiencia llena de diversión y alegría en familia. 
Ubicado en un entorno rodeado de espacios naturales al aire libre, Multiparque ofrece un abanico de instalaciones diseñadas para proporcionar una experiencia completa. Atracciones temáticas, salones para eventos, restaurantes y espacios comerciales son solo algunas de las ofertas que esperan a los visitantes. 

## Historia
La historia de Multiparque se origina con Don Alfonso Arango, quien llegó a Bogotá en 1953 y trabajaba como ingeniero en la empresa de teléfonos de la ciudad. Aunque inicialmente adquirió terrenos para un vivero y su residencia, su visión se transformó al darse cuenta del potencial recreativo del terreno. Este lugar se convirtió en un sitio frecuentado por muchas personas, gracias al compromiso de Don Alfonso Arango de ser parte de la diversión de los niños.
Don Alfonso, un ingeniero autodidacta, inventor y soñador, fusionó sus pasiones y conocimientos para dar vida a Multiparque. Inició su emprendimiento con un vivero llamado Crisalide y construyó columpios y juegos para el disfrute de los visitantes. La idea evolucionó hasta convertirse en el concepto de Multiparque, con su vivero, establo, restaurante y parque de juegos.
Innovación Continua
Con el paso de los años, Multiparque ha continuado su desarrollo con un enfoque innovador. El objetivo ha sido ampliar la oferta de experiencias de diversión y entretenimiento, así como establecer alianzas con marcas reconocidas en gastronomía y decoración.
Hoy en día, Multiparque ofrece a familias, instituciones educativas y empresas un amplio portafolio de productos y servicios. Desde paquetes corporativos hasta atracciones individuales diseñadas para disfrutar en familia, el parque satisface diversas necesidades. Además, Multiparque se ha convertido en un lugar para celebrar momentos especiales, con espacios de esparcimiento y diversión.
Fuentes:
http://bitacoranoticias.com/multiparque-una-empresa-familiar-con-35-anos-haciendo-felices-a-los-bogotanos/

## Zonas y Atracciones
Multiparque: Un Recorrido por sus Diversas Zonas de Entretenimiento
Multiparque, ubicado en Bogotá, se destaca como un espacio de entretenimiento integral para diversas edades. Conformado por 6 zonas distintas, ofrece una variedad de atracciones y actividades diseñadas para satisfacer los gustos y preferencias de sus visitantes.
1. Zona Megatrónica
En esta zona, la adrenalina es el elemento principal. Aquí, los visitantes pueden disfrutar de diversas atracciones mecánicas, desde aeronaves para niños hasta el emocionante carrusel. También se encuentran las esferas acuáticas, donde los visitantes pueden deslizarse sobre el agua en una pelota tipo hamster. La pista de karts y las miniformulas son ideales para los entusiastas de la velocidad, mientras que las sky bikes ofrecen una experiencia única de pedaleo y elevación. Además, se pueden encontrar atracciones como las sillas voladoras, la montaña rusa familiar Spinning Coaster y la emocionante Twist and Shout.
2. Zona Parque de Juegos
Diseñada para todas las edades, esta zona ofrece un parque tradicional con columpios, toboganes, balancines y una atracción especial: el columpio extremo, que alcanza los 3 metros de altura. Aquí, niños y adultos pueden compartir momentos de diversión y juegos en un ambiente al aire libre.
3. Zona Acuática
La Zona Acuática proporciona una pausa refrescante, especialmente en días calurosos. La atracción principal aquí son los superbotes, que ofrecen una experiencia similar a los carros chocones, pero en el agua. Los visitantes pueden disfrutar de la emoción de chocar contra otros en una piscina especialmente diseñada.
4. Zona Multopía
En esta zona cubierta, se encuentran diversas atracciones como los carros chocones y el espacio Yukids, diseñado específicamente para los más pequeños. Además, los amantes de los juegos de arcade pueden disfrutar de una amplia variedad de opciones. El barco pirata inflable y la emocionante actividad de láser tag también forman parte de esta zona.
Pabellon Catapum está diseñado para los amantes de la actividad física y los desafíos. Ofrece inflables a gran escala para todas las edades, así como trampolines con camas elásticas. Aquí, los visitantes pueden poner a prueba su equilibrio, participar en juegos como la guerra de ponchados y disfrutar de una diversión llena de saltos y risas.
6. Zona La Granja
La Granja es una experiencia educativa y entretenida, especialmente para los más jóvenes. Más de 22 especies de animales, desde vacas hasta conejos, ofrecen a los visitantes la oportunidad de aprender sobre el mundo animal y conectarse con la naturaleza.
7. Zona La Gloria
Finalmente, la zona La Gloria proporciona un ambiente más elegante y natural para eventos especiales. Rodeada de espacios verdes, esta hacienda ofrece un entorno único para celebrar ocasiones memorables.
En resumen, Multiparque presenta una variedad de zonas con atracciones y actividades para todos los gustos. Desde emociones mecánicas hasta encuentros con la naturaleza y espacios para eventos, el parque busca brindar experiencias diversificadas y entretenimiento integral para todos sus visitantes.

## Otros servicios
La Diversidad de Servicios de Multiparque para Eventos Especiales
Multiparque, reconocido por su oferta de entretenimiento, va más allá al proporcionar una variedad de servicios especializados para eventos específicos. Estos servicios incluyen opciones como fiestas infantiles y salidas pedagógicas para colegios, así como la organización de eventos empresariales. La amplitud de opciones y profesionalismo del personal contribuyen a que Multiparque sea una elección popular para diversas ocasiones.
1. Fiestas Infantiles: Espacios y Temáticas Variadas
Con más de 15 salones temáticos, Multiparque ofrece un espacio ideal para fiestas infantiles. Desde un salón de fútbol hasta uno tematizado como samurái, la diversidad de opciones permite a los padres encontrar el ambiente perfecto para celebrar los momentos especiales de sus hijos. Además, el equipo profesional del parque asegura que las fiestas sean llevadas a cabo con eficiencia y dedicación.
2. Salidas Pedagógicas: Experiencias Educativas
Los colegios encuentran en Multiparque un aliado para salidas pedagógicas enriquecedoras. El parque proporciona una plataforma donde los estudiantes pueden aprender mientras se divierten. Las actividades y atracciones ofrecen oportunidades de aprendizaje a través de la diversión, lo que permite a los estudiantes ampliar sus conocimientos en un entorno único.
3. Eventos Empresariales: Un Lugar para la Creatividad
Multiparque se convierte en un espacio ideal para eventos empresariales que buscan un toque creativo y divertido. Las opciones son diversas y van desde actividades de team-building hasta conferencias y presentaciones. El amplio catálogo de opciones en cuanto a alimentación y servicios para fiestas infantiles se extiende a estos eventos, garantizando una experiencia completa y bien organizada.
El profesionalismo del personal de Multiparque se refleja en la organización y ejecución de cada evento. Ya sea una fiesta infantil, una salida pedagógica o un evento empresarial, el equipo se dedica a asegurar que cada detalle se maneje con precisión. La versatilidad del parque en términos de servicios y opciones de entretenimiento, unida a la dedicación del equipo, hace que Multiparque sea una opción confiable para una variedad de eventos.